# Inês Cordeiro
Inês Cordeiro (1958) es una botánica, curadora, y profesora brasileña.
En 1979, obtuvo una licenciatura en Historia natural, por la Universidad de São Paulo, la maestría en Biología Vegetal en 1985; y, el doctorado, con la defensa de la tesis: Revisión taxonómica de Julocroton Mart. (Euphorbiaceae) por la misma casa de altos estudios, en 1994.
Desde 1987, desarrolla actividades académicas y de investigación, como Investigadora Asociada del Instituto de Botánica, IBT, de la Secretaría de Medio Ambiente. Tiene experiencia en el área de Botánica, con énfasis en las familia euforbiáceas y en las gentianáceas, principalmente en su taxonomía.

## Algunas publicaciones
- r.s. Cabral, m.c. Sartori, ines Cordeiro, c.l. Queiroga. 2012. Anticholinesterase activity evaluation of alkaloids and coumarin from stems of Conchocarpus fontanesianus. Rev. Brasileira de Farmacognosia 22: 374-380
- a.c. Pscheidt, ines Cordeiro. 2012. Sinopse da tribo Hippomaneae (Euphorbiaceae) no Estado de São Paulo, Brasil. Hoehnea (São Paulo) 39: 347-368
- daniela s. Carneiro-Torres, ines Cordeiro, a.m. Giulietti, ricarda Riina. 2012. Euphorbia flaviana, a New Species from the Inselbergs of Bahia (Brazil) and Lectotypification of E. crossadenia. Systematic Botany 37: 688-693

Citações:1|2
- ------------------------------------------, -------------------, -------------------, -------------------, p.e. Berry. 2011. Three new species of Croton (Euphorbiaceae s.s.) from the Brazilian Caatinga. Brittonia (Bronx, NY) 63: 122-132

### Libros
- ines Cordeiro. 2005. Maravilhas Do Brasil: Flores. Fotografías de	Fábio Colombini. Ed. Escrituras, 119 pp. ISBN 85-7531-196-4, ISBN 978-85-7531-196-7

### Capítulos de libros
- ines Cordeiro, j.d. Batista, l.r. Lima, e.r. Martins. 2012. Phyllanthaceae. En: Maria das Graças Lapa Wanderley; George John Shepard; Therezinha Sant'Anna Melhem; Ana Maria Giulietti; Suzana Ehlin Martins (orgs.) Flora Fanerogâmica do Estado de São Paulo. 1ª ed. São Paulo: Instituto de Botânica, vol. 7, pp. 245-262
- --------------------. 2012. Euphorbiaceae. En: Claudia Maria Jacobi; Flávio Fonseca do Carmo (orgs.) Diversidade Florística nas cangas do quadrilátero ferrífero. 1ª ed. Belo Horizente: Código Editora, vol. 1, pp. 122-123
- --------------------. 2012. Phyllanthaceae. En: Claudia Maria Jacobi; Flávio Fonseca do Carmo (orgs.) Diversidade Florística nas cangas do quadrilátero ferrífero. 1ª ed. Belo Horizonte: Código Editora, vol. 1, pp. 165-166
- --------------------, r. Secco, j.m. Cardiel, v. Steinman, m.b.r. Caruzo, r. Riina, l.r. Lima, c.a.Maya-L., p.e. Berry, d.s. Carneiro-Torres, a.c. Pscheidt. 2010. Euphorbiaceae. En: Rafaela Compostrini Forzza (org.) Catálogo de Plantas e Fungos do Brasil. 1ª ed. Río de Janeiro: Instituto de Pesquisas jardim Botânico do Rio de Janeiro, vol. 2, pp. 963-989

## Cuerpo editorarial
- 1993 - actual, Periódico: Boletim do Instituto de Botânica (São Paulo)
- 1991 - 1992, Periódico: Hoehnea (São Paulo)

## Membresías
- de la Sociedad Botánica del Brasil[3]